# Santos Brown
Nyennetu Santos Brown est un footballeur libérien, né le 9 février 1951 à Harbel . 
Il est connu sous le nom de Santos Brown ou encore de Santos Maria. C'est le premier Libérien à intégrer le Championnat de France. Il evoluera au poste d'attaquant dans les années 1970 en débutant au Club sportif Sedan Ardennes. Il jouera avec Ivan Osim et Éric Danty.